# Albert Schweitzer Ziekenhuis
Het Albert Schweitzer Ziekenhuis (ASz) is een algemeen ziekenhuis in de Nederlandse provincie Zuid-Holland. De naam van het ziekenhuis is een eerbetoon aan arts en zendeling Albert Schweitzer.

## Geschiedenis
Het Albert Schweitzer Ziekenhuis bestaat officieel sinds 1 januari 1999. Op die datum vond een fusie plaats tussen het Drechtsteden Ziekenhuis en het Merwedeziekenhuis. De afzonderlijke locaties hebben daarentegen ieder een lange historische achtergrond.

## Locaties

### Huidige locaties

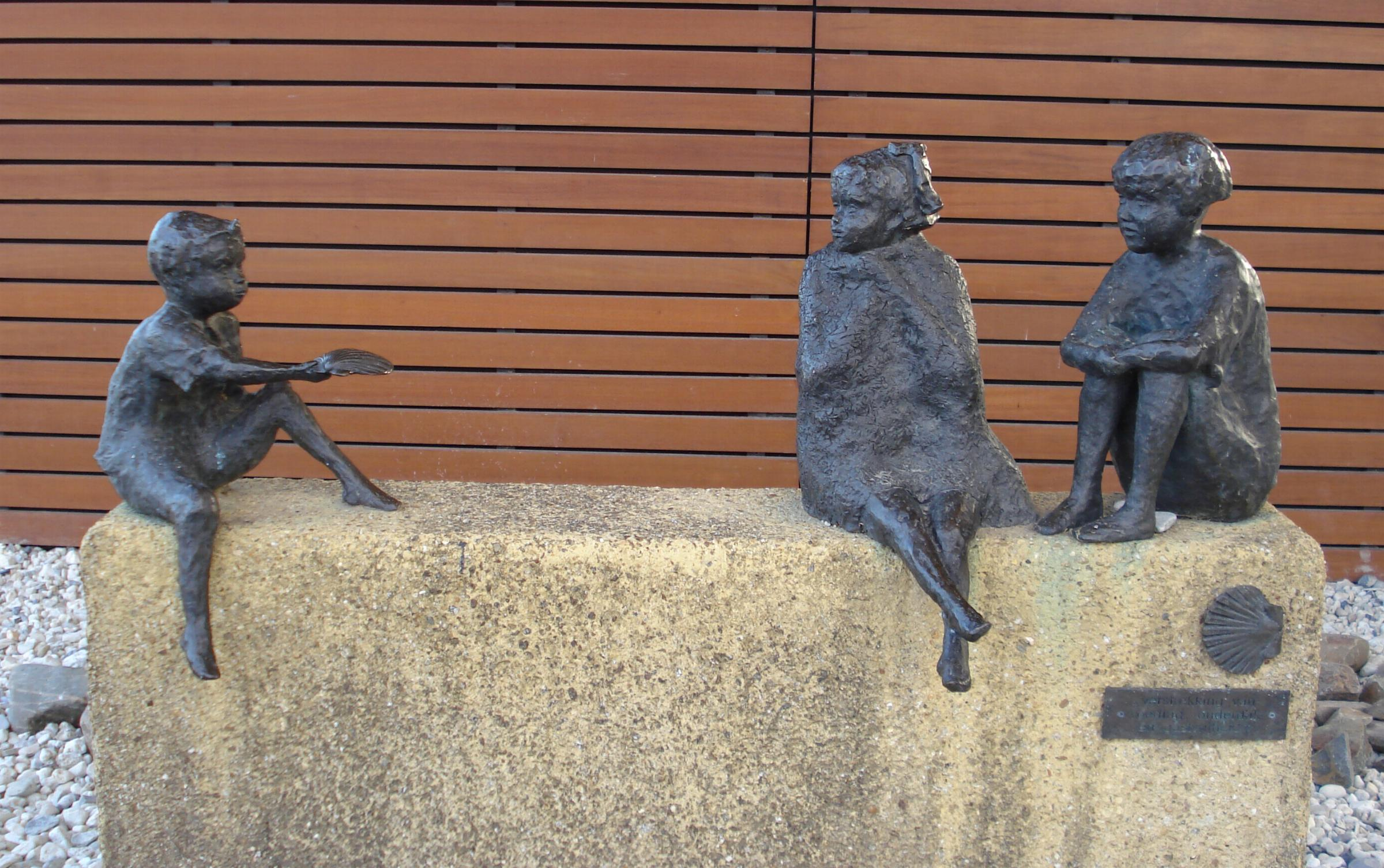
Verstrekking van voeding, onderdak en gastvrijheid, kunstwerk bij locatie Zwijndrecht.

- Dordwijk 
(voorheen bekend als Gasthuis, Gemeenteziekenhuis Dordrecht en Merwede Ziekenhuis)
- Zwijndrecht 
 (voorheen bekend als St. Jacobusstichting, R.K. Ziekenhuis, Jacobus Ziekenhuis en Drechtsteden Ziekenhuis)
- Sliedrecht 
 (voorheen bekend als Gemeenteziekenhuis Sliedrecht en Merwede ziekenhuis)
- Buitenpolikliniek GOED Ridderkerk

### Voormalige locaties
- Amstelwijck sloot in 2016 
 (voorheen bekend als Diaconessenhuis en Refaja, later gefuseerd verder als Diaconessenhuis Refaja, weer later met Jacobus ziekenhuis gefuseerd verder als Drechtsteden Ziekenhuis)
- Buitenpolikliniek Strijen sloot in 2013